# Station Grateley
Grateley is een spoorwegstation van National Rail in Grateley, Test Valley in Engeland. Het station is eigendom van Network Rail en wordt beheerd door South Western Railway. 